# Bettange-sur-Mess
Bettange-sur-Mess (lb. Betten op der Mess, niem. Bettingen-Mess) – wieś w południowo-zachodnim Luksemburgu, w gminie Dippach, w kantonie Capellen. Do 3 października 2015 leżała w dystrykcie Luksemburg. Wieś zamieszkują 1353 osoby.
Znajduje się tutaj zamek Bettange-sur-Mess.